# Корганян, Ованес
Ованес Корганян (арм. Հովհաննես Ղորղանյան; 1833—?) — российский армянский хозяйственный деятель. Первый городской голова Еревана (с октября 1879 по сентябрь 1884 года).

## Биография
Ованес Корганян родился в 1833 году в Тифлисе в семье потомственный аристократов. Окончил Тифлисскую реальную гимназию. С 1854 года — на государственной службе. Сначала работал в Тифлисе, затем переехал в Ереван и устроился на работу в уездное училище Кавказского учебного округа, позже преобразованное в классическую прогимназию. В этой прогимназии Корганян работал попечителем, затем учителем 1885 года.
Корганян одновременно служил на ответственных должностях в канцелярии военного губернатора Еревана. Получил степень государственного советника. В 1877 году, по указу наместника Кавказа, Ованес Корганян был назначен главой городского самоуправления Еревана. В октябре 1879 году он стал городским головой Еревана. В сентябре 1884 года оставил этот пост.

## Награды
- Орден Святой Анны 3-й степени[2]
- Орден Святого Станислава 2-й степени[2]
- Орден Святого Станислава 3-й степени[2]
- Медали Крымской войны[2]